# Pompaire

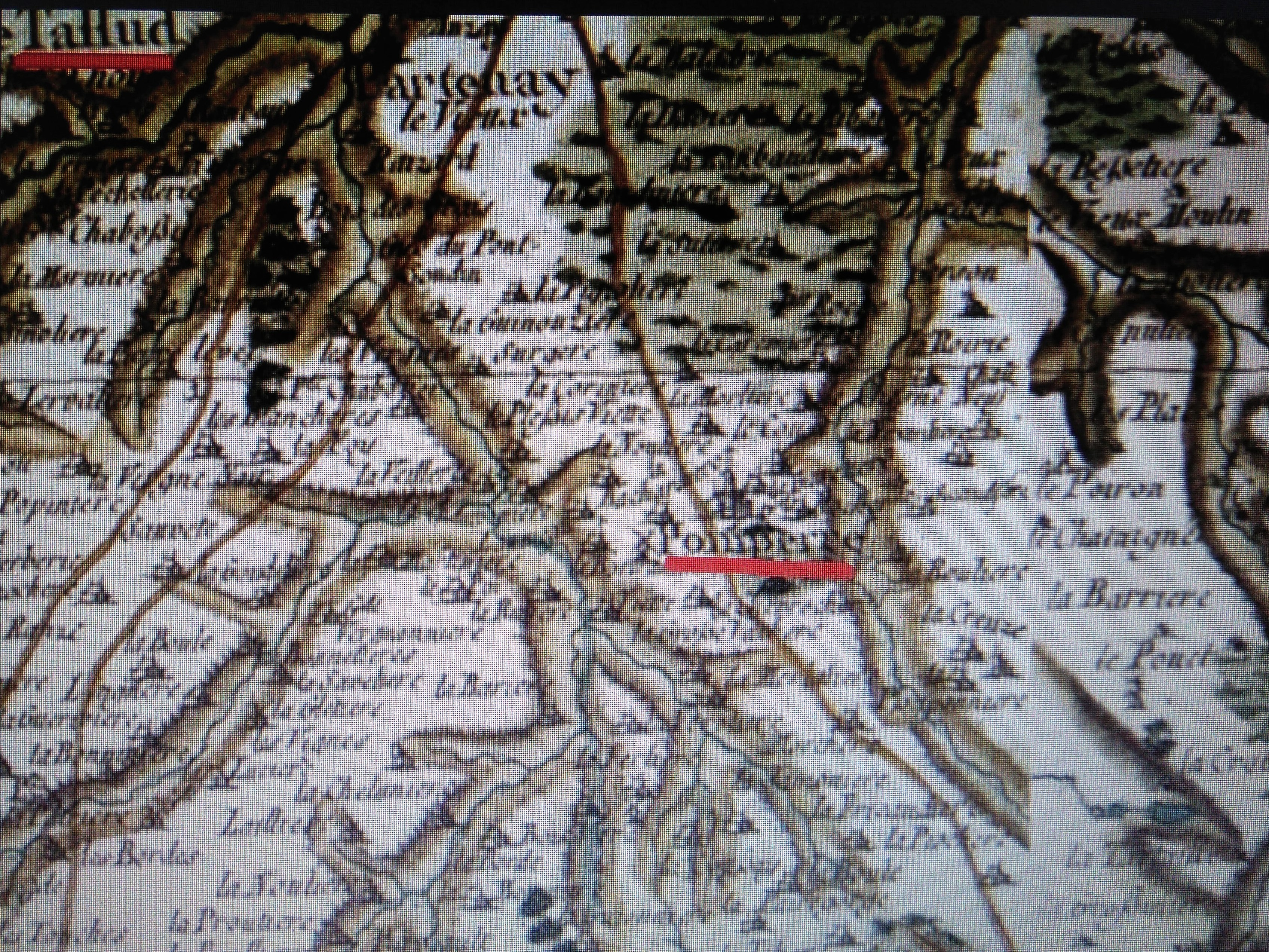
élément de carte Cassini Pompaire

Pompaire est une commune du centre-ouest de la France située dans le département des Deux-Sèvres en région Nouvelle-Aquitaine.

## Géographie
Commune de l'agglomération de Parthenay.
Localisation et communes limitrophes
| Le Tallud | Parthenay               |                      |
| Le Tallud | Pompaire                | La Chapelle-Bertrand |
| Soutiers  | Beaulieu-sous-Parthenay |                      |

### Climat
Pour des articles plus généraux, voir Climat de la Nouvelle-Aquitaine et Climat des Deux-Sèvres.
Historiquement, la commune est exposée à un climat océanique du nord-ouest.
En 2020, Météo-France publie une typologie des climats de la France métropolitaine dans laquelle la commune est exposée à un climat océanique et est dans la région climatique  Poitou-Charentes, caractérisée par un bon ensoleillement, particulièrement en été et des vents modérés.
Pour la période 1971-2000, la température annuelle moyenne est de 11,4 °C, avec une amplitude thermique annuelle de 14,8 °C. Le cumul annuel moyen de précipitations est de 911 mm, avec 12,7 jours de précipitations en janvier et 7,2 jours en juillet. Pour la période 1991-2020, la température moyenne annuelle observée sur la station météorologique la plus proche, située sur la commune de Parthenay à 5 km à vol d'oiseau, est de 12,3 °C et le cumul annuel moyen de précipitations est de 830,6 mm,. Pour l'avenir, les paramètres climatiques de la commune estimés pour 2050 selon différents scénarios d’émission de gaz à effet de serre sont consultables sur un site dédié publié par Météo-France en novembre 2022.

## Urbanisme

### Typologie
Au 1er janvier 2024, Pompaire est catégorisée commune rurale à habitat dispersé, selon la nouvelle grille communale de densité à sept niveaux définie par l'Insee en 2022.
Elle appartient à l'unité urbaine de Parthenay, une agglomération intra-départementale regroupant cinq  communes, dont elle est une commune de la banlieue,,. Par ailleurs la commune fait partie de l'aire d'attraction de Parthenay, dont elle est une commune de la couronne,. Cette aire, qui regroupe 26 communes, est catégorisée dans les aires de moins de 50 000 habitants,.

### Occupation des sols
L'occupation des sols de la commune, telle qu'elle ressort de la base de données européenne d’occupation biophysique des sols Corine Land Cover (CLC), est marquée par l'importance des territoires agricoles (84,4 % en 2018), en diminution par rapport à 1990 (90,8 %). La répartition détaillée en 2018 est la suivante : 
prairies (36,8 %), terres arables (23,9 %), zones agricoles hétérogènes (23,6 %), zones urbanisées (15,6 %). L'évolution de l’occupation des sols de la commune et de ses infrastructures peut être observée sur les différentes représentations cartographiques du territoire : la carte de Cassini (XVIIIe siècle), la carte d'état-major (1820-1866) et les cartes ou photos aériennes de l'IGN pour la période actuelle (1950 à aujourd'hui).

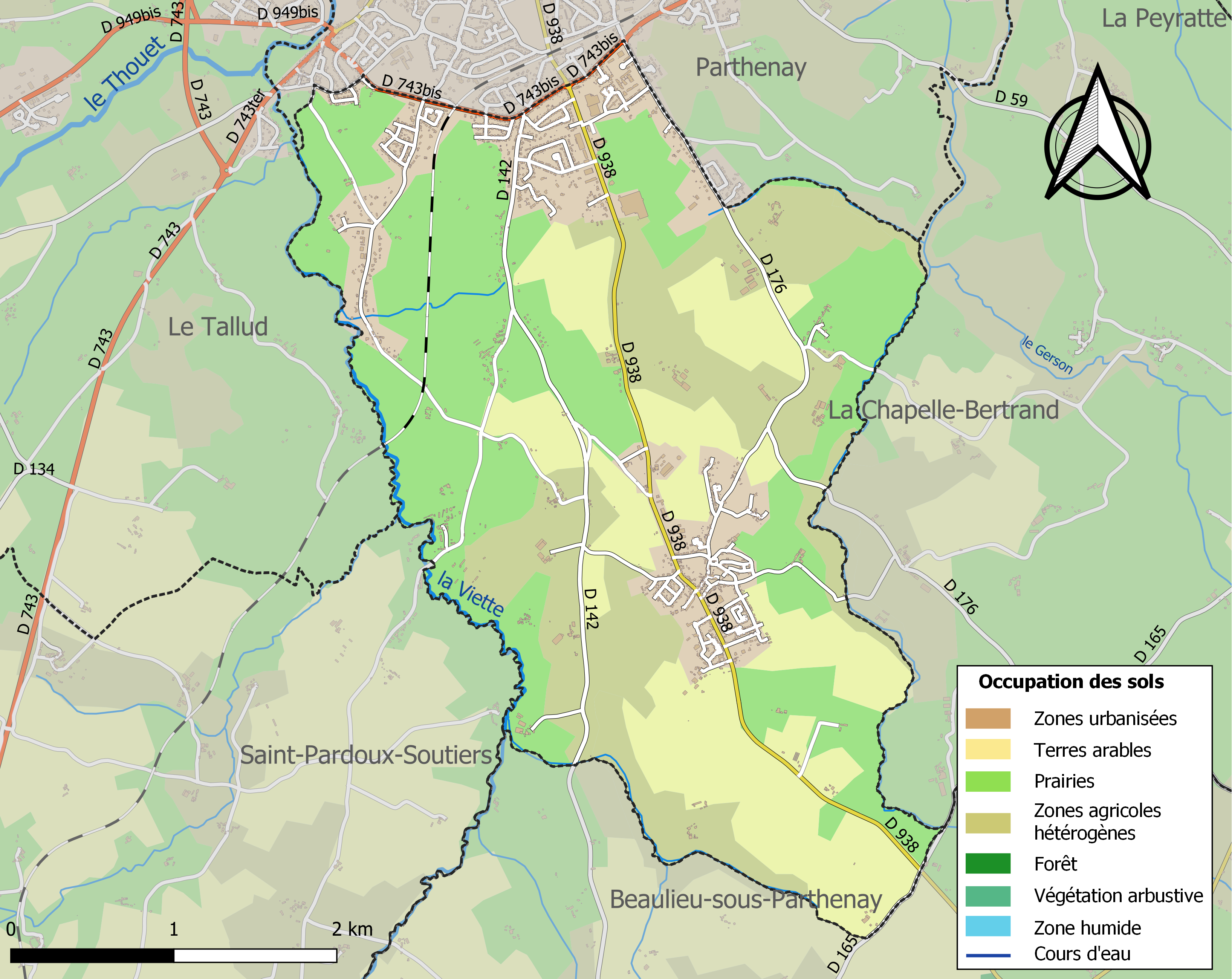
Carte des infrastructures et de l'occupation des sols de la commune en 2018 (CLC).

### Risques majeurs
Le territoire de la commune de Pompaire est vulnérable à différents aléas naturels : météorologiques (tempête, orage, neige, grand froid, canicule ou sécheresse), inondations et séisme (sismicité modérée). Il est également exposé à un risque technologique, le transport de matières dangereuses, et à un risque particulier : le risque de radon. Un site publié par le BRGM permet d'évaluer simplement et rapidement les risques d'un bien localisé soit par son adresse soit par le numéro de sa parcelle.

#### Risques naturels
Certaines parties du territoire communal sont susceptibles d’être affectées par le risque d’inondation par débordement de cours d'eau, notamment la Viette. La commune a été reconnue en état de catastrophe naturelle au titre des dommages causés par les inondations et coulées de boue survenues en 1982, 1983, 1999 et 2010,.
La commune a été reconnue en état de catastrophe naturelle au titre des dommages causés par des mouvements de terrain en 1999 et 2010.

#### Risque particulier
Dans plusieurs parties du territoire national, le radon, accumulé dans certains logements ou autres locaux, peut constituer une source significative d’exposition de la population aux rayonnements ionisants. Selon la classification de 2018, la commune de Pompaire est classée en zone 3, à savoir zone à potentiel radon significatif.

## Histoire
Sur le "chemin de Parthenay à Saint-Maixent", l'existence de la commune de Pompaire est attestée par divers documents, dont la carte de Cassini et le cadastre napoléonien de la commune. L'orthographe a quelque peu varié : Pompeyre, Pomperre (voir élément de carte Cassini dans la Galerie) et de nos jours Pompaire.
Les noms de rues de la commune résument son histoire.
- L'avenue principale du bourg: avenue de LAUZON  fait allusion à la famille Lauzon, en particulier Joachin de Lauzon né en 1699 qui fut le seigneur de la Roulière (sur la commune de La Chapelle Bertrand) de la paroisse de Pompaire. Il est enterré en l'église de Pompaire.
- La rue du Bailli-Ayrault : au cœur du bourg honore le dernier bailli ducal de Parthenay (1747-1789), agent du Roi Louis XV chargé des fonctions judiciaires, il fut nommé juge au tribunal de Parthenay en 1780 et maintenu en 1792.
- Rue de la Dame-Quivois : propriétaire du logis de Chaumusson elle fut bienfaitrice de l'église de Pompaire.

Un autre personnage a marqué aussi l'histoire locale : Robert le Chouan (François-Augustin) est né à Pompaire le 10 juillet 1795 (22 messidor an III) et décédé à Azay-sur-Thouet le 31/12/1868. Sa famille fut au service des Lauzon, il poursuivit en exploitant une ferme de mademoiselle de Lauzon à Saint-Pardoux. Comme sa protectrice, il n'aime pas Louis-Philippe et est un ardent partisan de la duchesse de Berry. Il participe au mouvement de Chouannerie dans la région.

## Administration
Le conseil municipal compte actuellement 19 conseillers, dont le maire, et quatre adjoints. Par ailleurs, deux délégués représentent Pompaire au conseil communautaire de la communauté de communes de Parthenay-Gâtine.
| Période                                  | Période        | Identité                        | Étiquette | Qualité                                                                              |
| ---------------------------------------- | -------------- | ------------------------------- | --------- | ------------------------------------------------------------------------------------ |
| août 1789                                | juillet 1821   | Laurent Robert                  |           |                                                                                      |
| septembre 1821                           | novembre 1822  | René Laventurier                |           |                                                                                      |
| novembre 1822                            | septembre 1830 | M. de Saint-Varant              |           |                                                                                      |
| septembre 1830                           | juin 1833      | Charles Girard                  |           |                                                                                      |
| juin 1833                                | septembre 1838 | François Bry                    |           |                                                                                      |
| février 1839                             | février 1855   | Charles Girard                  |           |                                                                                      |
| février 1855                             | février 1874   | Joseph Thabeault                |           |                                                                                      |
| mars 1874                                | juillet 1882   | Stanislas Lacour                |           |                                                                                      |
| juillet 1882                             | février 1901   | Charles Giraud                  |           |                                                                                      |
| février 1901                             | août 1906      | Théophile Saivre                |           |                                                                                      |
| août 1906                                | mai 1908       | Alexis Grasset                  |           |                                                                                      |
| mai 1908                                 | décembre 1919  | Eugène Clisson                  |           |                                                                                      |
| décembre 1919                            | mai 1929       | Arsène Dabin                    |           |                                                                                      |
| mai 1929                                 | octobre 1933   | Louis Rossard                   |           |                                                                                      |
| octobre 1933                             | mars 1941      | Émile Dénoue                    |           |                                                                                      |
|                                          |                | Armand Pastureau                |           |                                                                                      |
| septembre 1941                           | février 1971   | Charles Gourbault               |           |                                                                                      |
| mars 1971                                | avril 1979     | Louis Canis                     |           |                                                                                      |
| avril 1979                               | mars 1983      | Guy Lusseau                     |           |                                                                                      |
| mars 1983                                | mars 2008      | Bernard Paillat                 | DVG       |                                                                                      |
| mars 2008                                | 2020           | Jacques Dieumegard              | DVG       | Retraité de l'enseignement Vice-président de la CC de Parthenay-Gâtine (2014 → 2020) |
| mars 2020                                | En cours       | Jean-Paul Chaussoneaux (1948- ) |           | Retraité de la banque                                                                |
| Les données manquantes sont à compléter. |                |                                 |           |                                                                                      |

## Démographie

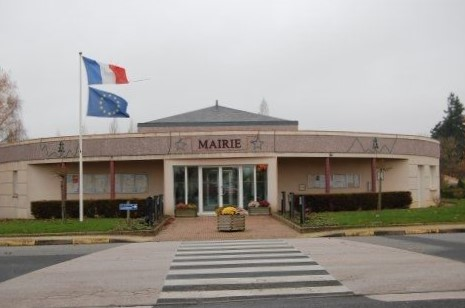
Mairie de Pompaire

À partir du XXe siècle, les recensements réels des communes de moins de 10 000 habitants ont lieu tous les cinq ans. Pour Pompaire, cela correspond à 2006, 2011, 2016, etc. Les autres dates de « recensements » (2009, etc.) sont des estimations légales.

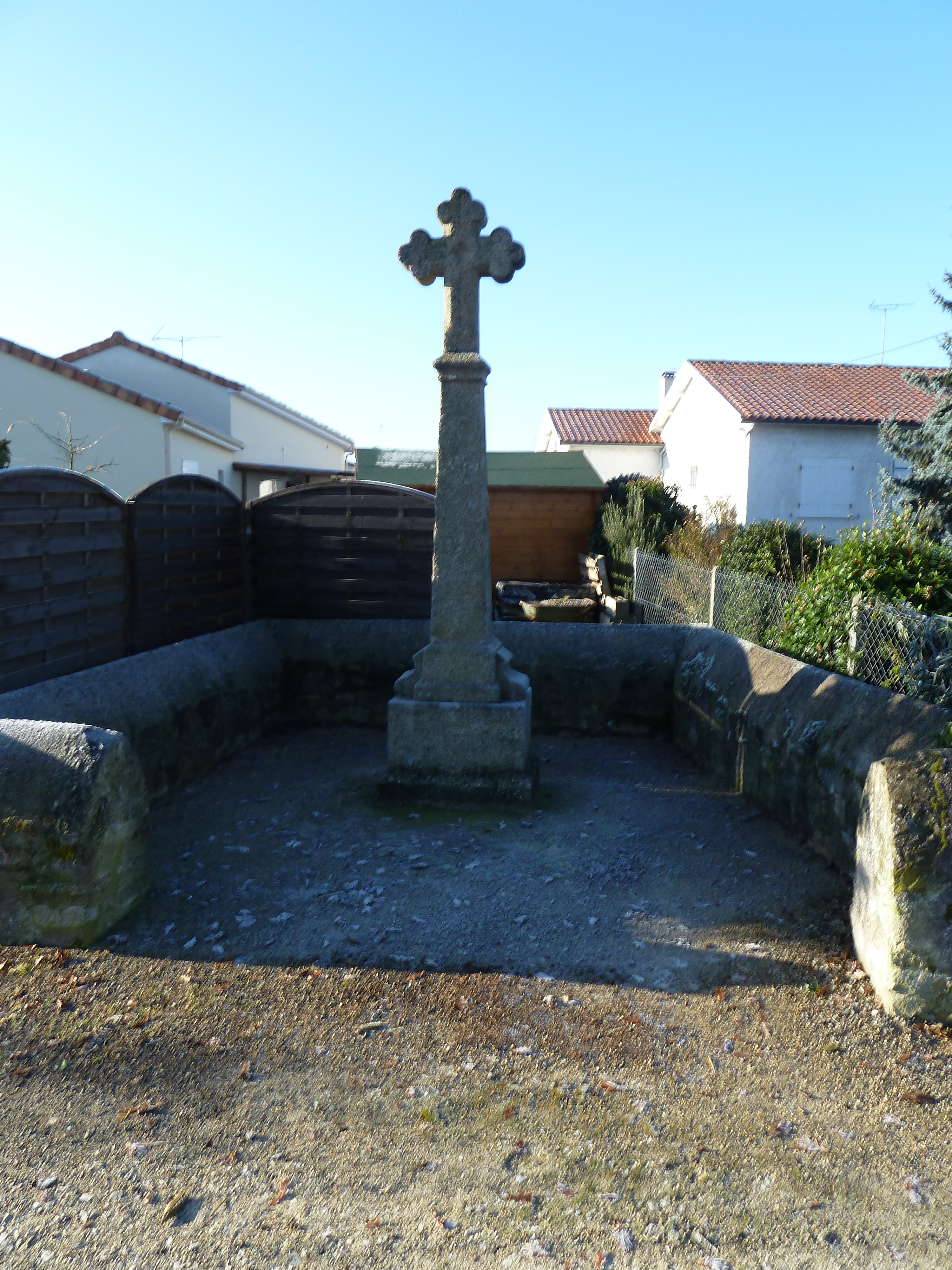
Calvaire de Gravelotte

| 1793 | 1800 | 1806 | 1821 | 1831 | 1836 | 1841 | 1846 | 1851 |
| ---- | ---- | ---- | ---- | ---- | ---- | ---- | ---- | ---- |
| 295  | 255  | 273  | 313  | 354  | 378  | 408  | 408  | 415  |

| 1856 | 1861 | 1866 | 1872 | 1876 | 1881 | 1886 | 1891 | 1896 |
| ---- | ---- | ---- | ---- | ---- | ---- | ---- | ---- | ---- |
| 413  | 404  | 415  | 428  | 475  | 570  | 550  | 638  | 611  |

| 1901 | 1906 | 1911 | 1921 | 1926 | 1931 | 1936 | 1946 | 1954 |
| ---- | ---- | ---- | ---- | ---- | ---- | ---- | ---- | ---- |
| 639  | 673  | 645  | 571  | 578  | 567  | 566  | 546  | 559  |

| 1962 | 1968 | 1975  | 1982  | 1990  | 1999  | 2006  | 2011  | 2016  |
| ---- | ---- | ----- | ----- | ----- | ----- | ----- | ----- | ----- |
| 602  | 665  | 1 167 | 1 659 | 1 828 | 1 812 | 1 847 | 1 968 | 2 010 |

| 2021  | 2022  | - | - | - | - | - | - | - |
| ----- | ----- | - | - | - | - | - | - | - |
| 2 032 | 2 052 | - | - | - | - | - | - | - |

## Économie
De nombreuses entreprises artisanales ou commerciales sont installées à Pompaire, les rubriques suivantes sont représentées :
- maîtrise d’œuvre en bâtiments ;
- métiers de la construction et du génie climatique ;
- alimentation, commerce et négoce ;
- créations graphiques, publicités ;
- administrations et chambre d'agriculture.
Les métiers de la santé sont aussi représentés :
- infirmières ;
- taxi ambulances ;
- pharmacie ;
- hébergement de personnes handicapées.
Un groupe scolaire public primaire et maternelle est situé dans le bourg, le collège et les lycées sont à Parthenay, la ville voisine.

## Lieux et monuments
La commune de Pompaire n'est pas très riche en éléments patrimoniaux. Parmi les monuments, citons :
1. L'église Saint-Pierre
2. La croix Hosannière
3. Le calvaire de "Gravelotte"
4. Le calvaire de "L'Ormeau"
5. L'éco-musée de la maison du Patrimoine qui au cœur du bourg rassemble une collection de machines agricoles du XIXe et du début XXe siècle, ainsi divers objets domestiques et un fonds photographique important portant sur l'histoire communale (Voir illustration dans la Galerie).
6. Le logis de Chaumusson est une ancienne demeure fortifiée, aujourd'hui toujours d'usage privé.
7. La maladrerie qui, comme son nom l'indique à l'entrée nord de la commune aux portes de Parthenay, servait d'accueil aux miséreux et aux voyageurs de passage. Il ne reste rien de cet établissement qui comportait une chapelle, seul le nom de "Maladrerie" reste pour désigner ce quartier nord de Pompaire. Il semblerait qu'en fait la « maladrerie » elle-même fut située côté Parthenay à l'angle de la rue de Verdun et de la rue de la Maladrerie[22]. https://gallica.bnf.fr/ark:/12148/bpt6k6560352t.r=Pompaire?rk=21459;2
8. Une médiathèque communale propriété de la communauté de communes de Parthenay-Gâtine (voir photographie).

## Galerie

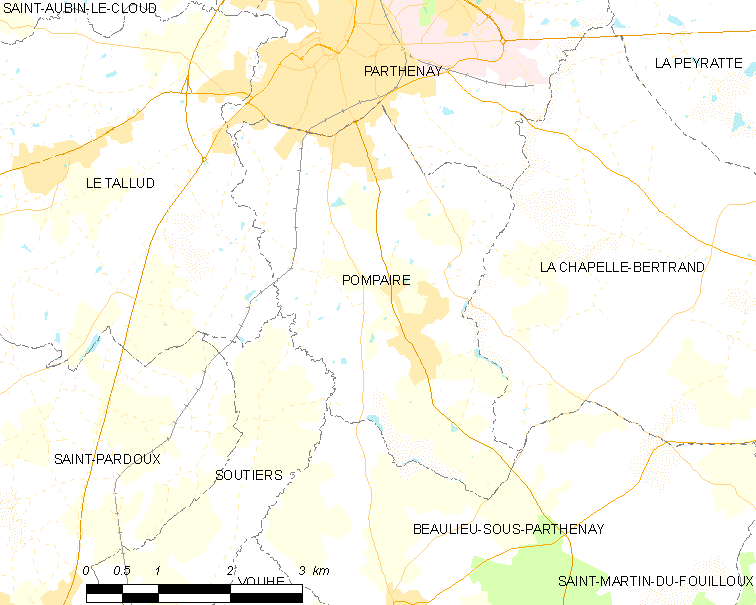
Carte de Pompaire.
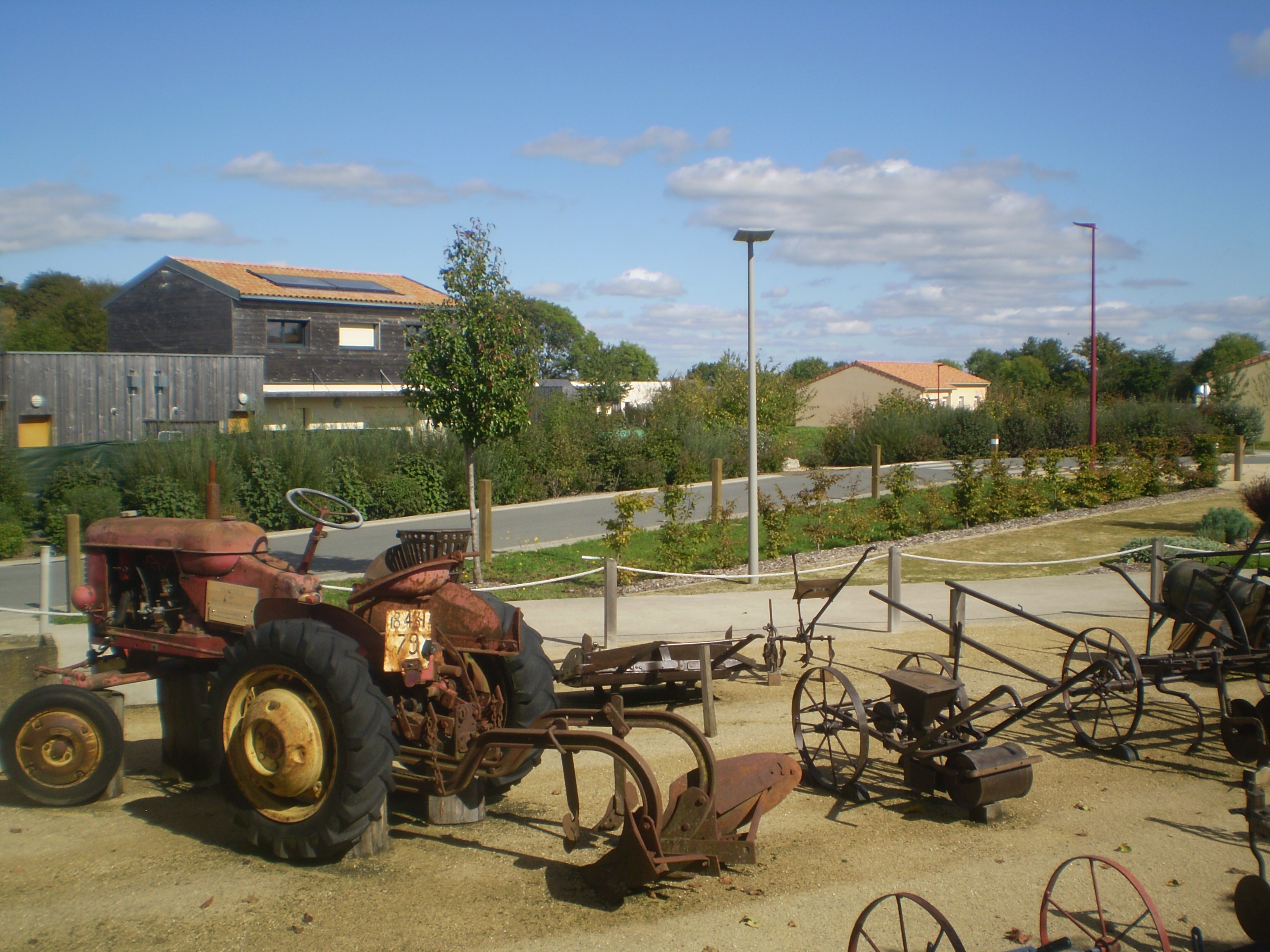
Partie de l'exposition de l'éco-musée.
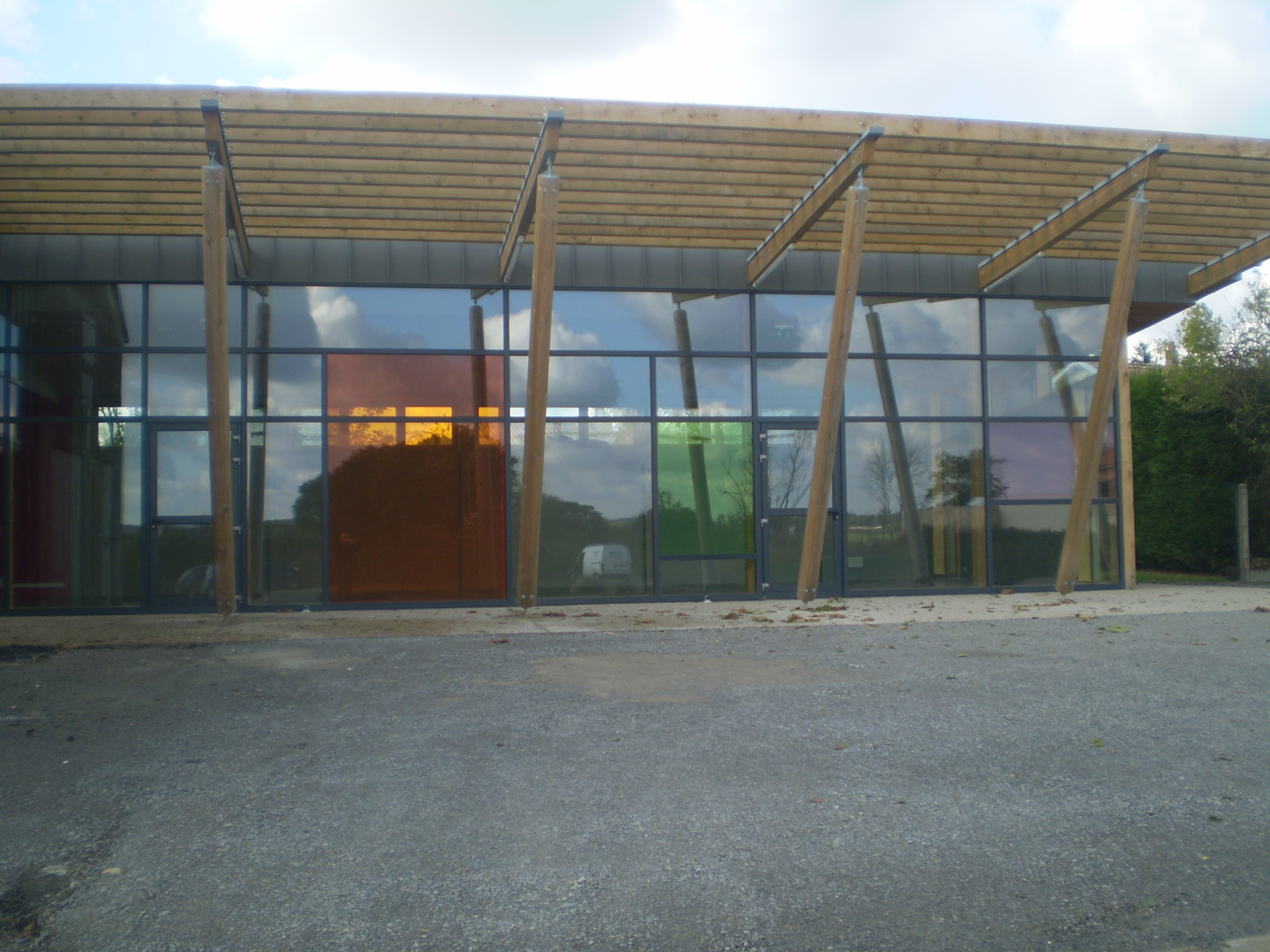
Médiathèque, place A. Rimbaud.